# 7,65×25 mm Borchardt
A 7,65×25 mm Borchardt lőszert Hugo Borchardt tervezte. Ez a Borchardt C–93 pisztoly lőszere volt. Ez a lőszer adta az alapját a 7,63×25 mm Mauser lőszernek, ami ugyanolyan méretű volt, csak erősebb lőportöltettel. Ez a lőszer volt továbbá az alapja a 7,65×21 mm Parabellum, 7,62×25 mm Tokarev és a 9×19 mm Parabellum lőszereknek.

## Fordítás
- Ez a szócikk részben vagy egészben  a(z)   7,65x25mm Borchardt című angol Wikipédia-szócikk fordításán alapul.  Az eredeti cikk szerkesztőit annak laptörténete sorolja fel. Ez a jelzés csupán a megfogalmazás eredetét és a szerzői jogokat jelzi, nem szolgál a cikkben szereplő információk forrásmegjelöléseként.
- Ez a szócikk részben vagy egészben  a(z)   7 mm caliber című angol Wikipédia-szócikk fordításán alapul.  Az eredeti cikk szerkesztőit annak laptörténete sorolja fel. Ez a jelzés csupán a megfogalmazás eredetét és a szerzői jogokat jelzi, nem szolgál a cikkben szereplő információk forrásmegjelöléseként.